# قزل‌آغاج (آلماتی)
قزل‌آغاج (به قزاقی: Qyzylaghash) یک منطقهٔ مسکونی در قزاقستان است که در شهرستان آق‌سو، آلماتی واقع شده‌است. قزل‌آغاج ۲٬۲۵۶ نفر جمعیت دارد.